# Merawang (Merawang)
Merawang is een bestuurslaag in het regentschap Bangka van de provincie Bangka-Belitung, Indonesië. Merawang telt 1979 inwoners (volkstelling 2010).